# Второй Толедский собор
Второй Толедский собор (лат. Concilium Toletanum II) был проведён 8 епископами Вестготского королевства в городе Толедо в 527 или 531 году под председательством Монтана, митрополита-епископа Толедо. Главным вопросом, которым занимался синод, было арианство. Этот собор был первым, на котором Толедо был признан митрополичьим престолом. Были установлены пять новых канонов.

## Принятые каноны
Следующий текст взят из английского перевода канонов Первого Толедского собора, сделанного Карлом-Йозефом Гефеле, которые находится в открытом доступе:
1. Те, которые в детстве были посвящены родителями в церковную должность, должны вскоре после принятия пострига или после приема в должность лектора быть проинструктированы поставленным над ними в здании, принадлежащем Церкви, под очами епископа. Если они достигли восемнадцатилетнего возраста, епископ должен спросить их, желают ли они вступить в брак. Если они изберут безбрачие и дадут обет его соблюдения, то будут посвящены в сладостное иго Господне в двадцатилетнем возрасте иподиаконами, а если будут достойны, то и диаконами по окончании двадцатипятилетнего возраста. Тем не менее, необходимо следить за тем, чтобы они, забыв о своей клятве, не заключили брак или не практиковали тайное сожительство. Если они сделают это, то должны быть отлучены от церкви как виновные в святотатстве. Это, однако, (1 Коринфянам 7:2, 7:9) не должно быть удержано от них. Если в более зрелые годы они, как женатые, с согласия другого партнера дадут обет воздержания от дел плоти, то они могут подняться до свящённых должностей.
2. Если кто таким образом воспитывается от юности своей для одной церкви, то он не должен переходить даже в другую, и никакой чужой епископ не должен принимать такую.
3. Никакой клирик, начиная с иподиакона, не может жить вместе с женщиной, будь она свободной, вольноотпущенной или рабыней. Только матери, или сестре, или близкой родственнице позволено заботиться о его доме. Если у него нет близкой родственницы, то женщина, которая присматривает за домом, должна жить в другом доме и ни под каким предлогом не входить в его жилище. Кто противится этому, тот не только лишится клирского звания и двери церкви затворятся для него, но и будет отлучен он даже от общения всех католиков с ним, а также и мирян.
4. Если клирик заложил на земле, принадлежащей Церкви, виноградники или небольшие поля для собственного пропитания, он может сохранить их до конца своей жизни, но тогда они переходят к Церкви; и он не должен распоряжаться ими по завещанию кому бы то ни было, если только епископ не разрешит этого.
5. Ни одному христианину не позволено жениться на кровном родственнике.